# غاري داهل
غاري داهل (بالإنجليزية: Gary Dahl)‏ هو مخترِع ورائد أعمال أمريكي، ولد في 18 ديسمبر 1936 في بوتينو في الولايات المتحدة، وتوفي في 28 مارس 2015 في جاكسونفيل في الولايات المتحدة بسبب نفاخ رئوي.